# Мекленбург — Передня Померанія
Ме́кленбург-Пере́дня Помера́нія (нім. Land Mecklenburg-Vorpommern) — земля Федеративної Республіки Німеччина. Розташована в північно-східній частині країни. Столиця — місто Шверін. Сусідами землі є Бранденбург, Нижня Саксонія, Шлезвіг-Гольштейн, а також Польща і Данія. Утворена 9 липня 1945
3 жовтня 1990 (відновлення) року. Площа — 23.211,25 км². Населення — 1 610 774 (31 грудня 2020). На теренах землі розмовляють німецькою і нижньонімецькою.   СДПН і ХДС очолюють земельний уряд. Голова уряду —  Мануела Швезіг (СДПН). За результами виборів до ландтагу, що відбулися 26 вересня 2021 року, в ньому представлені такі партії: СДПН (26 депутатів), ХДС (18), АдН (14), Ліві (11), позафракційні (2). Має 3 депутатів у Бундесраті, верхній палаті парламенту Німеччини. Валовий внутрішній продукт землі складає 42,78 млрд € (2017). Борг землі становить 12,022 млрд € (31 грудня 2015). Рівень безробіття — 6,7 % (листопад 2019). Міжнародний код — DE-MV.

## Назва
- Мекленбург-Передня Померанія (нім. Mecklenburg-Vorpommern, ниж.-нім. Mekelnborg-Vörpommern) — найпоширеніша назва землі.
- Земля Мекленбург-Передня Померанія (нім. Land Mecklenburg-Vorpommern) — офіційна назва землі.
- Мекленбург-Форпоммерн (нім. Mecklenburg-Vorpommern)
- Мегаполіс-Передня Померанія (лат. Megapolis-Pomerania Citerior)
- Меклембургія-Переднє Помор'я (пол. Meklemburgia-Pomorze Przednie)

## Географія
Земля розташована на північному сході Німеччини, омивається Балтійським морем. На території землі багато озер, найбільше з них — озеро Мюріц, площа якого 117 км². До Мекленбургу — Передньої Померанії відноситься найбільший в Німеччині острів — Рюген, відомий своїми крейдовими скелями. В Мекленбурзі — Передній Померанії 270 природних та ландшафтних заповідників та 3 національні парки.

## Історія

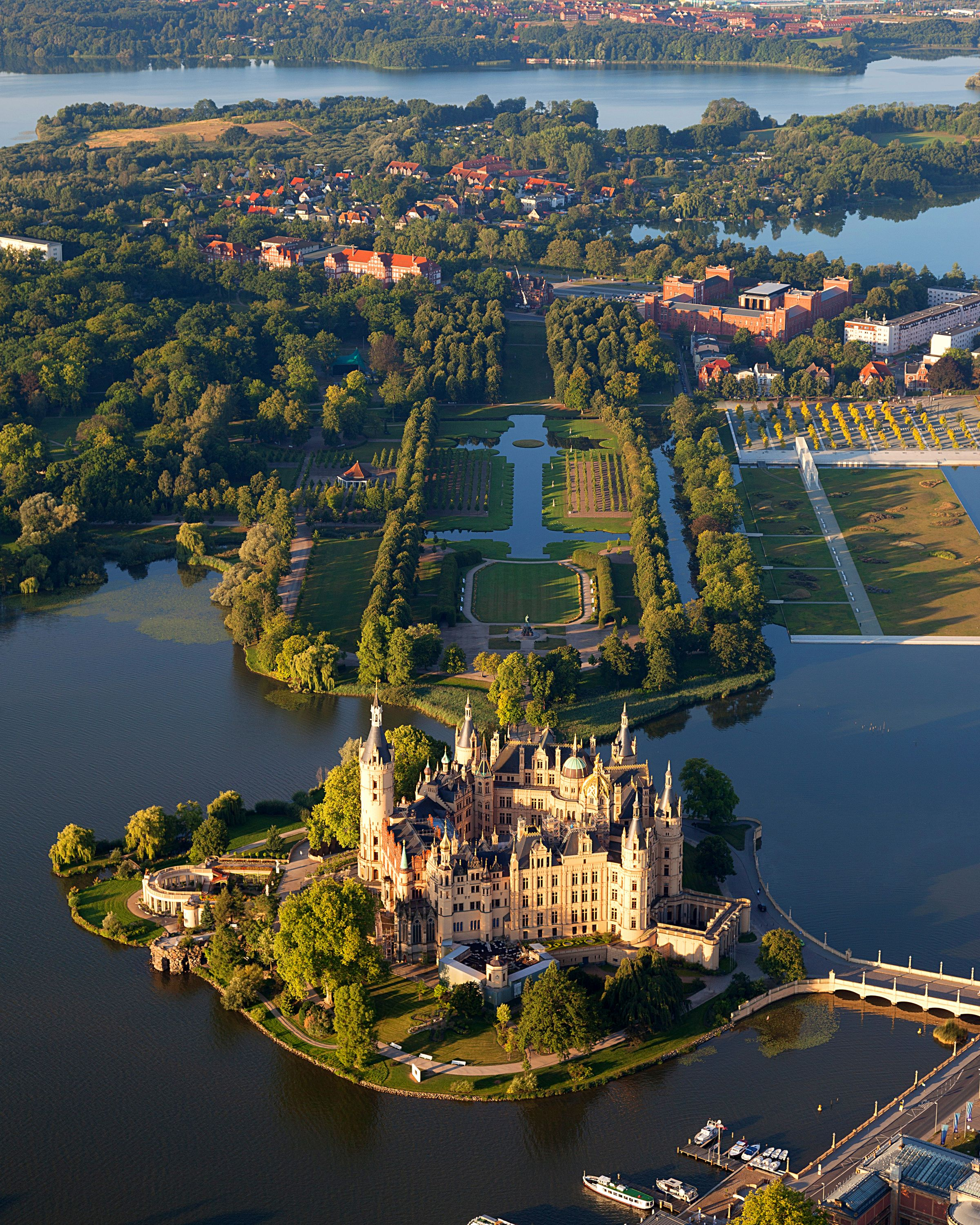
Шверінський замок

Близько двох тисяч років тому, германські племена заселили цю територію. Більшість з них покинули її протягом періоду міграції і були замінені або асимільовані слов'янськими полабами впродовж наступних 600 років. Поки західну частину Мекленбургу заселяли бодричі, східну, також як і південну Західну Померанію заселяли велети (пізніше Liuticians), поки північна частина Західної Померанії була заселена руянами. Уздовж узбережжя, вікінги заснували торговельні міста: Рерік, Ральсвік і Менцлін. В 1160 році область завоював Генріх Лев і у складі Саксонського герцогства, приєднав в 1180 до Священної Римської імперії. Остаточно вся земля була підпорядкована німцями в XII столітті.
У XII столітті, Генріх Лев, Герцог Саксів, завоював бодричів, підкорив і обернув їх в християнство. Впродовж часу, німецькі ченці, дворянство, селяни і торговці, прибували на ці землі і оселялися тут. Після XII століття, територія залишилася стабільною і незалежною від своїх сусідів. Мекленбург вперше став герцогством Священної Римської імперії в 1348 році. Хоча пізніше відбувався поділ території в межах однієї й тієї ж династії, Мекленбург завжди зберігав загальну історію і ідентичність. Держави Мекленбурга — Мекленбург-Шверінське герцогство і Мекленбург-Штреліцьке герцогство стали великими герцогствами в 1815 році. Після Першої світової війни і зречення Німецького Кайзера, монархія була скасована і був встановлений республіканський уряд.
Західна Померанія — значно менша, західна, частина колишнього німецького регіону Померанія (слов'янською Помор'я); східна частина була частиною Польщі починаючи з кінця Другої світової війни. В середні віки областю керували померанські герцоги як частиною Герцогства Померанія. З того часу вона була під шведським управлінням після Вестфальського миру в 1648 році. Південна частина (Altvorpommern) шведської Померанії стала Прусською в 1720 році, північна частина (Neuvorpommern) — у 1815 році.
У 1945 році земля була створена внаслідок об'єднання земель Мекленбург і Західна Померанія.

## Розслідування
За даними видання Ostsee Zeitung, Мануела Швезіг, що на той час була прем'єр-міністром федеральної землі Мекленбург-Передня Померанія, у 2017—2022 роках регулярно отримувала електронні листи від компанії Nord Stream 2 AG, засновником якої є Газпром. Мануела, за даними журналістів, виконувала вказівки, отримувані з Газпрому. У листах прессекретар Північного потоку-2 Штеффен Еберт давав Мануелі вказівки щодо просування російського проєкту у публічному полі, та надавав дані про хід будівництва, можливу критику проєкту та запрошував на іміджеві заходи.

## Ландтаг

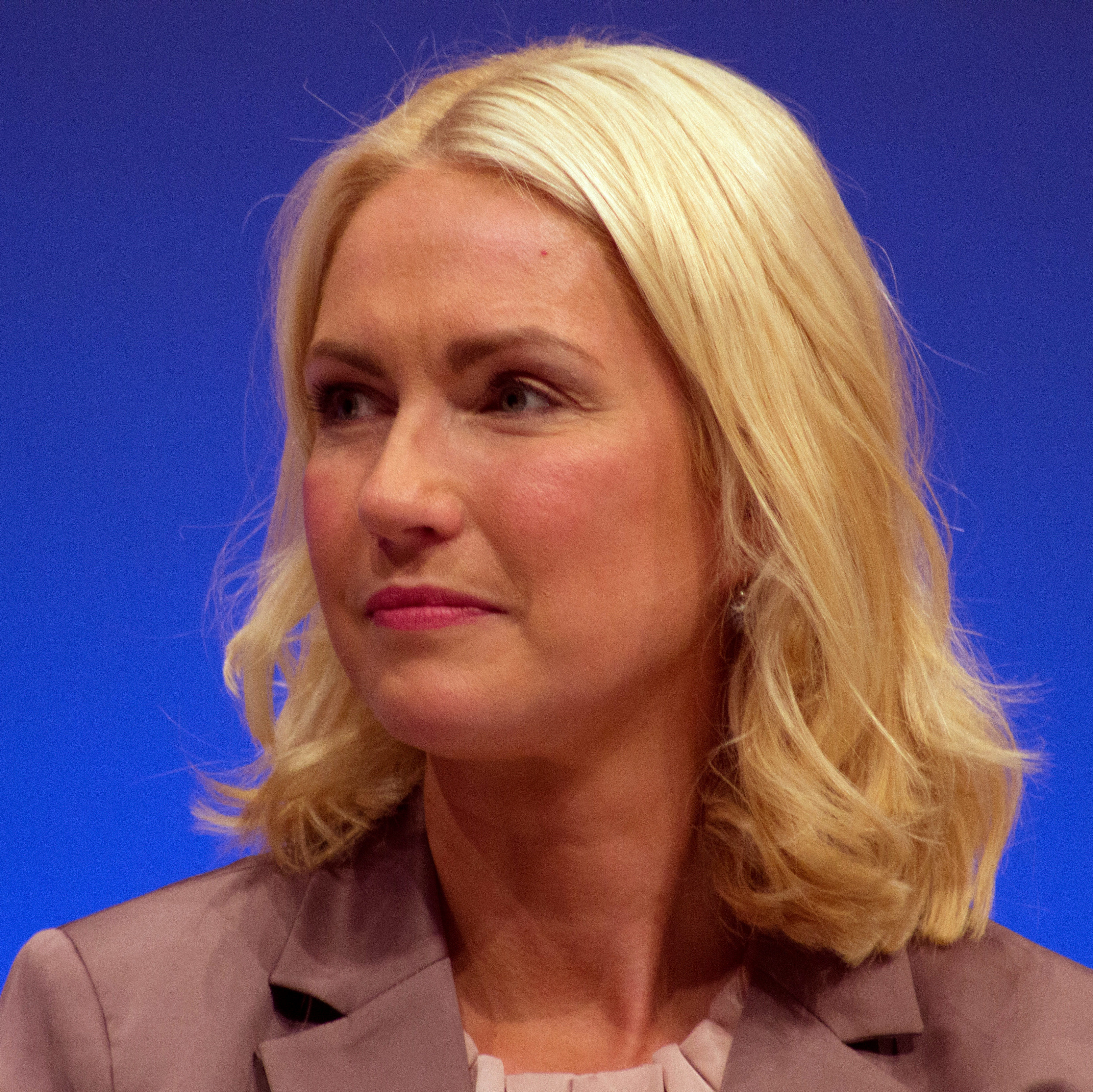
Мануела Швезіг, голова земельного уряду з 2016 року.

Розподіл місць у Померанському ландтазі за результатами виборів 26 вересня 2021 року. Уряд очолює коаліція СДПН і Лівих.

Розподіл 79 місць: 

## Адміністративний поділ
Райони (Landkreise) до 2011 року:
| - Бад-Доберан (DBR) - Демін (DM) - Ґюстров (GÜ) - Людвіґслюст (LWL) - Мекленбурґ-Штреліц (MST) - Мюриц (MÜR) | - Північна Передня Померанія (NVP) - Північнозахідний Мекленбург (NWM) - Східна Передня Померанія (OVP) - Пархім (PCH) - Рюґен (RÜG) - Юкер-Рандов (UER) |

і вільні міста (kreisfreie Städte),
- Ґрайфсвальд (HGW)
- Нойбранденбурґ (NB)
- Росток (HRO)
- Шверин (SN)
- Штральзунд (HST)
- Вісмар (HWI)

Адміністративна карта землі до реформи

Адміністративна мапа землі Мекленбург-Передня Померанія

У ході адміністративної реформи після 4 вересня 2011 року, земля Мекленбург-Передня Померанія була розділена на 6 районів (нім. Landkreis) та 2 вільних міста (нім. Kreisfreie Stadt), райони діляться на міста (нім. Stadt) та общини (нім. Gemeinde), великі міста діляться на місцеві квартали (нім. Ortsteil).

### Райони
1. Росток (Landkreis Rostock)
2. Людвіґслюст-Пархім (Landkreis Ludwigslust-Parchim)
3. Мекленбурґіше-Зеенпляте (Landkreis Mecklenburgische Seenplatte)
4. Північно-Західний Мекленбурґ (Landkreis Nordwestmecklenburg)
5. Передня Померанія-Ґрайфсвальд (Landkreis Vorpommern-Greifswald)
6. Передня Померанія-Рюґен (Landkreis Vorpommern-Rügen)

### Вільних міста
1. Росток (HRO)
2. Шверин (SN)

## Культура
У колишніх ганзейських містах збереглися і нині реставруються численні пам'ятники середньовічної архітектури, наприклад палац Шверинський з 300 баштами і башточками — колишня резиденція великих герцогів Мекленбург-Шверинських. У цьому місті особливий інтерес представляє Державний художній музей з багатою колекцією голландського і фламандського живопису XVII століття і собор. Добре збереглися середньовічні оборонні споруди в Нойбранденбурзі.